# Metodo Alschitz
Il metodo Alschitz è uno stile di insegnamento della recitazione messo a punto dal regista russo Jurij Alschitz (chiamato anche verticale del ruolo) nei primi anni 1990. 
In vari paesi europei viene insegnato ad attori e registi professionisti dallo stesso Alschitz durante il master "La Scuola dopo il Teatro".

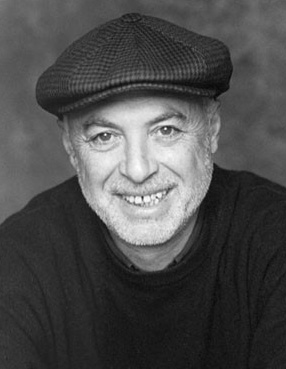
Jurij Leonowitsch Alschitz, padre del Metodo

Il metodo si basa sulla ricerca di un conflitto che coinvolga e provochi personalmente l'apparato dell'attore e che sia ovviamente presente anche nel ruolo che dovrà essere agito dall'attore.
L'attore deve sempre tenere sotto controllo:
- la linea testuale (ovverosia la sua drammaturgia);
- la linea emotiva (ovverosia la connessione personale);
- la linea delle azioni fisiche (ovverosia i movimenti nello spazio scenico).

I risultati dei suoi studi sono raccolti in molteplici pubblicazioni, tutte edite dall'European Association for Theatre Culture, un'organizzazione fondata nel 1995 che riunisce i centri internazionali di ricerca teatrale AKT-ZENT (in Germania), KOINE (in Francia), PROTEI (In Italia) e SCUT (in Scandinavia).
Di raro impiego in Italia (infatti solo due accademie teatrali, ovvero l'Accademia Teatrale I.T.A.C.A.di Gianpiero Borgia, e l’accademia Centro Teatro Attivo a Milano insegnano questo metodo in Italia), questa metodologia è ancora in una fase viva anche per quanto riguarda la fase di ricerca e sperimentazione da parte dello stesso Alschitz e dei suoi collaboratori più stretti, e trae molti aspetti fondanti dagli ambiti più svariati come il cinema, la filosofia, la religione, il teatro orientale, le arti figurative, la musica e in misura minore la psicologia.

## Composizione
Il teatro per Alschitz è produzione di eventi in scena. È perciò fondamentale per l'orientamento dell'attore l'adottare una composizione per il suo spettacolo che abbia un inizio ben chiaro, la presenza di più eventi (di cui uno che possa essere riconosciuto ed identificato come "evento principale") e un finale. Molte volte l'evento principale può coincidere con il finale stesso o essere comunque situato in prossimità delle ultime parti dello spettacolo.
Tutte le parti di composizione devono avere un titolo, scelto personalmente dall'attore o dall'ensemble di attori. Questo titolo non solo si rivelerà un'utile mappatura per orientarsi nella pratica scenica, ma dovrà essere scelto affinché stimoli gli apparati degli attori in scena per mezzo delle suggestioni e delle immagini che può suscitare (non è infrequente l'utilizzo di titoli di film, canzoni, opere teatrali, proverbi, ecc.).
Tutti gli esercizi di training per la preparazione dell'attore ideati da Jurij Alschitz durante la sua lunga carriera di insegnante sono finalizzati all'apprendimento, indotto o spontaneo, della composizione e in essi stessi sono sempre identificabili con chiarezza inizio, evento principale e finale.

## La verticale del ruolo
Jurij Alschitz nel suo libro La verticale del ruolo, scritto con Christian Di Domenico (suo stretto collaboratore in molti laboratori teatrali internazionali per attori e registi professionisti), indica la verticale del ruolo come metodo di autopreparazione dell'attore alla parte da interpretare. Questa metodologia si muove su due fronti: quello orizzontale e quello verticale. Il fronte "orizzontale" è quello dove l'attore è impegnato a ricostruire, per mezzo di improvvisazioni sceniche, la sequenza di eventi oggettivi che caratterizzano il suo ruolo come fosse protagonista unico della storia in cui è inserito. Il risultato finale di quest'opera di storytelling, che avviene a più fasi, è l'ottenere un mito che descriva efficacemente la storia del ruolo. Il fronte "verticale", invece, parte dalla ricerca di un tema (sempre indicato sotto forma di conflitto o domanda), presente nella drammaturgia del ruolo, che riesca a coinvolgere personalmente anche l'attore. Il risultato finale di questa lunga fase di lavoro porterà ad una drammaturgia personale, formata dalla commistione tra il testo del ruolo e altri testi che parlano del tema prescelto (selezionabili da ogni forma d'arte, dal cinema alla letteratura). È possibile inserire musiche, danze, pause e scegliere abiti che provochino ulteriormente l'apparato dell'attore che deve affrontare il ruolo senza pregiudizi di sorta (sostanzialmente, senza "interpretare" e "recitare" nell'accezione letterale dei termini) ma mettendosi a nudo con il tema. La drammaturgia personale (nella quale sarà presente una frase verticale, momento di massima tensione per l'apparato dell'attore) potrà infine diventare una monoperformance di circa 40-50 minuti che possa poi nutrire artisticamente l'attore in vista del confronto con l'ensemble per la preparazione dello spettacolo. Solo allora, infatti, si potrà iniziare un'adeguata analisi del testo prescelto con il regista.

## Libri
- Jurij Alschitz, Die Vertikale der Rolle. Eine Methode zur selbstständigen Erarbeitung der Rolle, Berlino, Germania, AKT-ZENT BERLIN, 2003, ISBN 978-3-9809230-1-9.
- Jurij Alschitz, 40 Fragen an eine Rolle. Eine Methode zur selbstständigen Erarbeitung der Rolle, Berlino, Germania, AKT-ZENT BERLIN, 2005, ISBN 978-3-9809230-4-0.
- Jurij Alschitz, La Grammatica dell’attore. Il training, Milano, Italia, Ubulibri, 1998, ISBN 978-88-7748-195-5.
- Jurij Alschitz, La Matematica dell’attore, Milano, Italia, Ubulibri, 2004, ISBN 978-88-7748-240-2.
- Jurij Alschitz, Teatro senza Regista, Pisa, Italia, Titivillus, 2007, ISBN 978-88-7218-197-3.
- Jurij Alschitz, The Vertical of the Role. A methode for the actor’s self-preparation, Berlino, Germania, AKT-ZENT BERLIN, 2003, ISBN 978-3-9809230-0-2.
- Jurij Alschitz, 40 Questions of one Role. A method for the actor’s self-preparation, Berlino, Germania, AKT-ZENT BERLIN, 2005, ISBN 978-3-9809230-5-7.
- Jurij Alschitz, Training forever, Malmö, Lund University, Theatre Academy, 2003, ISBN 978-91-974973-1-2.